# Matthew Lowton
Matthew John Lowton (ur. 9 czerwca 1989 roku w Chesterfield) – angielski piłkarz grający na pozycji prawego obrońcy w Burnley.

## Kariera klubowa

### Sheffield United
W wieku 15 lat podpisał kontrakt z Sheffield United, a wcześniej grał w akademii Leeds United. W 2008 roku został wypożyczony do Sheffield F.C., a w styczniu 2009 roku do węgierskiego Ferencvárosu. Miesiąc później zadebiutował w Pucharze Węgier. W Ferencvárosie zagrał 18 spotkań.
W pierwszym meczu sezonu 2009/10 otrzymał czerwoną kartkę, przeciwko Cardiff City. Pomimo tego, po zawieszeniu powrócił do pierwszego składu i podpisał nowy kontrakt z klubem. Pierwszego gola w klubie trafił w październiku, w zremisowanym 3-3 spotkaniu z Burnley. Notował regularne występy w klubie i trafił cztery bramki, ale nie zdołał uchronić klubu od spadku.
Po spadku do League One, Lowton pozostał kluczowym zawodnikiem zespołu i przedłużył kontrakt z klubem w sierpniu 2011 roku.

### Aston Villa
6 lipca 2012 roku podpisał kontrakt z Aston Villą, która według spekulacji zapłaciła za niego 3 miliony funtów. Po przejściu do nowego klubu stwierdził, że chce pójść w ślady byłego piłkarza Sheffield United, Phila Jagielki, i zadebiutować w reprezentacji Anglii. 18 sierpnia 2011 roku zadebiutował w Premier League z West Ham United. 15 września 2012 roku trafił pierwszego gola w barwach klubu, z Swansea City.